# Al-Mustá'sim
Al-Mustá'sim bi-L·lah Abu Áhmad Abdul·lah bin Al-Mustánsir bi-L·lah, conocido como Al-Mustá'sim (en árabe المستعصم بالله أبو أحمد عبد الله بن المستنصر بالله) fue el último califa abasí de Bagdad (1243-20 de febrero de 1258).
Era hijo de Al-Mustánsir, a quien sucedió al morir el 12 de diciembre de 1242. En 1256 el khan Hulagu pidió a los soberanos musulmanes combatir contra los ismailitas de Alamut, pero el califa no escuchó al khan. En la primavera de 1257 una embajada mongola llegó a Bagdad exigiendo que el califa hiciera arrasar las defensas de la ciudad y fuera personalmente a ver al khan Hulagu para continuar las negociaciones, o bien enviara al menos algún representante. El califa rehusó estas peticiones y Hulagu amenazó con declararle la guerra. Un mensaje del califa quiso ser intimidatorio pero Hulagu respondió marchando con sus fuerzas hacia Bagdad. Entonces una embajada califal le salió al paso y ofreció un tributo anual, pero el khan no se dejó convencer y en enero de 1258 los mongoles se presentaron ante Bagdad que fue asediada. Los intentos de negociación fracasaron. El califa se rindió el 10 de febrero y la ciudad fue ocupada y saqueada.
El 20 de febrero de 1258, por orden de Hulagu, fue ejecutado con la mayor parte de sus parientes. En su ejecución, por sus captores mongoles, fue enrollado en una alfombra y luego pisoteado por caballos.
Con el avance hacia Siria y Palestina, los cristianos del Principado de Antioquía se aliaron con los mongoles en contra del Islam. Después de la conquista mongola de Siria, en la que cayeron Damasco, Alepo, Hama y Homs, los ayubíes, que ya habían perdido el Sultanato de El Cairo a manos de los mamelucos, quedaron definitivamente borrados de sus dominios. Baibars, soldado mameluco de Egipto, que había usurpado el poder, acogió a Al-Mustánsir II, hermano de Al-Mustá'sim.